# Diócesis de Bom Jesus da Lapa
La diócesis de Bom Jesus da Lapa (en latín: Dioecesis Spelaeopolitana a Bono Iesu y en portugués: Diocese de Bom Jesus da Lapa) es una circunscripción eclesiástica de la Iglesia católica en Brasil. Se trata de una diócesis latina, sufragánea de la arquidiócesis de Vitória da Conquista. Desde el 24 de junio de 2015 su obispo es João Santos Cardoso.

## Territorio y organización
La diócesis tiene 56 880 km² y extiende su jurisdicción sobre los fieles católicos de rito latino residentes en 15 municipios del estado de Bahía: Bom Jesus da Lapa, Canápolis, Carinhanha, Cocos, Coribe, Correntina, Feira da Mata, Jaborandi, Paratinga, Santa Maria da Vitória, Santana, São Félix do Coribe, Serra do Ramalho, Serra Dourada y Sítio do Mato.
La sede de la diócesis se encuentra en la ciudad de Bom Jesus da Lapa, en donde se halla la Procatedral del Buen Jesús.
En 2020 en la diócesis existían 18 parroquias. 

## Historia
La diócesis fue erigida el 22 de julio de 1962 con la bula Christi Ecclesia del papa Juan XXIII, obteniendo el territorio de las diócesis de Barra y Caetité.
Originalmente sufragánea de la arquidiócesis de San Salvador en Bahía, el 16 de enero de 2002 pasó a formar parte de la provincia eclesiástica de la arquidiócesis de Vitória da Conquista.

## Estadísticas
Según el Anuario Pontificio 2021 la diócesis tenía a fines de 2020 un total de 330 400 fieles bautizados.
| Año                                                                             | Población            | Población | Población      | Sacerdotes | Sacerdotes    | Sacerdotes    | Bautizados por sacerdote | Diáconos permanentes | Religiosos | Religiosos | Parroquias |
| Año                                                                             | Bautizados católicos | Total     | % de católicos | Total      | Clero secular | Clero regular | Bautizados por sacerdote | Diáconos permanentes | Varones    | Mujeres    | Parroquias |
| ------------------------------------------------------------------------------- | -------------------- | --------- | -------------- | ---------- | ------------- | ------------- | ------------------------ | -------------------- | ---------- | ---------- | ---------- |
| 1964                                                                            | 149 000              | 151 000   | 98.7           | 8          | 4             | 4             | 18 625                   |                      | 4          | 7          | 6          |
| 1966                                                                            | 162 000              | 164 812   | 98.3           | 10         | 6             | 4             | 16 200                   |                      | 6          | 6          | 6          |
| 1976                                                                            | 214 000              | 216 400   | 98.9           | 17         | 9             | 8             | 12 588                   |                      | 8          | 29         | 6          |
| 1980                                                                            | 549 000              | 555 000   | 98.9           | 19         | 11            | 8             | 28 894                   |                      | 8          | 33         | 10         |
| 1990                                                                            | 294 000              | 296 543   | 99.1           | 20         | 6             | 14            | 14 700                   | 2                    | 17         | 38         | 12         |
| 1999                                                                            | 305 000              | 338 000   | 90.2           | 19         | 6             | 13            | 16 052                   |                      | 15         | 30         | 14         |
| 2000                                                                            | 315 000              | 350 000   | 90.0           | 19         | 9             | 10            | 16 578                   |                      | 12         | 30         | 14         |
| 2001                                                                            | 315 000              | 350 000   | 90.0           | 21         | 7             | 14            | 15 000                   |                      | 16         | 42         | 14         |
| 2002                                                                            | 295 000              | 328 134   | 89.9           | 18         | 10            | 8             | 16 388                   |                      | 10         | 42         | 14         |
| 2003                                                                            | 270 000              | 330 000   | 81.8           | 18         | 10            | 8             | 15 000                   |                      | 10         | 41         | 14         |
| 2004                                                                            | 280 000              | 350 000   | 80.0           | 24         | 9             | 15            | 11 666                   |                      | 18         | 42         | 14         |
| 2006                                                                            | 287 000              | 360 000   | 79.7           | 27         | 14            | 13            | 10 629                   |                      | 17         | 42         | 14         |
| 2012                                                                            | 316 000              | 397 000   | 79.6           | 34         | 17            | 17            | 9294                     |                      | 18         | 38         | 15         |
| 2015                                                                            | 324 000              | 406 000   | 79.8           | 30         | 14            | 16            | 10 800                   |                      | 17         | 33         | 15         |
| 2018                                                                            | 332 150              | 416 200   | 79.8           | 32         | 14            | 18            | 10 379                   |                      | 19         | 26         | 18         |
| 2020                                                                            | 330 400              | 422 710   | 78.2           | 27         | 16            | 11            | 12 237                   |                      | 15         | 28         | 18         |
| Fuente: Catholic-Hierarchy, que a su vez toma los datos del Anuario Pontificio. |                      |           |                |            |               |               |                          |                      |            |            |            |

## Episcopologio
- José Nicomedes Grossi † (28 de agosto de 1962-15 de marzo de 1990 retirado)
- Francisco Batistela, C.SS.R. † (18 de abril de 1990-28 de enero de 2009 retirado)
- José Valmor César Teixeira, S.D.B. (28 de enero de 2009-20 de marzo de 2014 nombrado obispo de São José dos Campos)
- João Santos Cardoso, desde el 24 de junio de 2015